# Celia Bannerman
Celia Bannerman (Abingdon, Berkshire, 3 juni 1944) is een Brits actrice en regisseuse, opgeleid aan het London Drama Centre. Ze begon haar loopbaan met Ralph Richardson als Dolly in Bernard Shaws You Never Can Tell en Lucy in Sheridans The Rivals bij het Theatre Royal, Haymarket, Londen. Haar televisierollen waren als Elizabeth Bennet in Pride and Prejudice, Cecily in The Importance of Being Earnest en Lady Diana Newbury in Upstairs, Downstairs. Ze trad op in de film Biddy, waarvoor ze een prijs ontving op het Moscow Film Festival. Ze had een lange samenwerking met Sands Films met de films Little Dorrit, The Fool, As You Like It en A Dangerous Man.
Bannerman was Associate Director bij het Old Vic Theatre in Bristol en regisseerde The Price, Translations, Quartermaine's Terms, The White Devil, Good Fun en La Ronde. Bij Stratford East regisseerde ze Sleeping Beauty en The Proposal. Ze was de Staff Director bij het Royal National Theatre voor The Passion, Larkrise, Fruits of Enlightenment en Strife. Ze regisseerde ook Making Love, en was de eerste vrouw die een programma regisseerde bij het National Theatre, namelijk Lies in Plastic Smiles. In het West End regisseerde ze September Tide bij het Comedy Theatre, A Midsummer Night's Dream bij het Open Air Theatre in Regent's Park, Jack and the Beanstalk bij het Shaw Theatre en drie wereldpremieres Beached, Sinners and Saints en Bet Noir bij de New Vic en het Warehouse Theatre.
Bannerman was een dialectonderwijzeres en een kinderacteerlerares bij verschillende films zoals Seven Years in Tibet, Two Brothers, The Boy in the Striped Pyjamas en Nanny McPhee.
Ze is getrouwd met Edward Klein.